# Geba
Geba je zahodnoafriška reka, ki izvira v Gvineji, teče preko Senegala in nato doseže Atlantski ocean pri Gvineji-Bissau. Celotna dolžina znaša okoli 340 milj. Najširši del meri 10 milj.
Pri Bafati se ji priključi pritok Colufe pri Ximeju pa Corubal